# Приче о браку и сексу
Приче о браку и сексу (чеш. Povídky o manželství a o sexu) је књига прича чешког књижевника Михала Вивега (чеш. Michal Viewegh) објављена 1999. године. Српско издање књиге објавила је " Stylos" из Новог Сада 1999. године, у преводу Дагмара Руљанчића и Ивана Баленовића.

## О аутору
Михал Вивег је рођен 31. марта 1962. године у Прагу, Чехословачка сада Чешка Република, и је један од најуспешнијих чешких писаца. Вивегове књиге су хитови у Европи, Америци, Израелу. Његови романи достижу велике тираже и бројна поновљена издања, а према неколико његових дела снимљени су играни филмови.

## О књизи
Књига Приче о браку и сексу садржи двадесет и једну причу које су повезане главним ликом, књижевником Оскаром, у једну целину. Кроз збирку прича се кроз интимне исповиести говори о усамљености модерног интелектуалца.
У књизи пратимо љубавне авантуре младог Оскара који из брачног живота улази у живот пун чулних и емоционалних узбуђења која налази ван брака. Показаће се, да сладак живот доноси горке плодове. Главни јунак је успешан, и славан књижевник, па можемо да закључимо да је књига већим делом аутобиографска.
Повезане кратке приче дају слику о почетку и каснијем болном распаду брака Оскара и Сузане, о бројним сексуалним односима које доживљава успешни писац, или о разним женама које среће на свом животном путу.

## Приче
Кратке приче у књизи Приче о браку и сексу:
- Барем медаљу
- Питање
- Један од последњих лепих дана
- Изволи иди сам!
- Нос
- Јебе ти се за очи (Бокачо на чешки начин)
- Ковчег и трансценденција
- Умеће живети сам и сретан
- Два краља
- Успешан лов
- ИКЕА у нади
- Фиацолата
- Психологија руковаоца крана
- Вече са правим мушкарцем
- Машта интелектуалаца после Аушвица
- Марушка
- Кучићи и мачкице
- Штафета људскости
- Утицај текиле на амигдалу познате личности
- Инстант супруга
- Оскар и Терезка без поенте (Happy End)